# 유고슬라비아 전선
유고슬라비아 전선은 제2차 세계 대전 당시인 1941년 4월 6일, 유고슬라비아 왕국이 독일, 이탈리아 왕국, 헝가리 왕국, 불가리아 왕국, 그리고 그들의 괴뢰국의 침공을 받으면서 시작되었다. 1941년 6월 22일 바르바로사 작전이 개시된 이후, 유고슬라비아 공산주의자가 이끄는 파르티잔이 모스크바의 지령을 받고 크로아티아 독립국이나 세르비아 구국정부와 같은 나치 독일 및 그들이 유고슬라비아에 세운 괴뢰국과 맞서 싸우는 게릴라 해방전쟁을 개시했다. 전후 유고슬라비아 공산주의 역사기록학에서는 이 전쟁은 민족해방전쟁과 사회주의 혁명이라고 불렀다. 동시에, 유고슬라비아 전선에서는 유고슬라비아 공산주의 파르티잔과 세르비아 왕정파인 체트니크, 추축국과 동맹을 맺은 우스타샤, 크로아티아 독립국군, 세르비아 의용군단, 세르비아 국가방위군, 슬로베니아 지방의용병, 그리고 나치 독일과 동맹을 맺은 러시아 방위군단 등이 내전을 벌였다. 
유고슬라비아 파르티잔과 체트니크 운동은 처음에 추축국의 통치에 저항했다. 그러나 1941년 이후 체트니크는 이탈리아 왕국이 연합국에 항복할 때까지 광범위하고 체계적으로 이탈리아 점령군과 협력했으며, 이탈리아의 항복 이후에는 독일 국방군과 우스타샤와 협력했다. 추축국은 파르티잔을 격멸하기 위해 여러 차례 공세를 펼쳤으며, 네레트바강 전투와 수체스카강 전투에서는 그 목표를 거의 이룰 뻔했다. 
여러 결점에도 불구하고, 파르티잔은 테헤란 회담에서 서방 연합군으로부터 인정을 받고 전후 유고슬라비아 사회주의 국가의 기초를 닦으면서 신뢰할 수 있는 전투 부대로 남았다.서방 연합군의 병참과 공군의 지원, 베오그라드 공세 당시 소련 붉은 군대의 진격으로, 파르티잔은 결국 유고슬라비아 전체, 그리고 트리에스테와 케른텐주의 국경 지역을 장악하게 되었다.

## 참고 자료

### 내용주
1. ↑  체트니크는 1944년까지 미국, 영국 등 연합국의 지원을 받았고, 사다리 작전 등에서 미국 공군을 구출하는 임무를 맡기도 했다.